# Arnold Merkies
Arnold Zoltan Merkies (Bodegraven, 6 december 1968) is een Nederlands voormalig politicus.

## Biografie
Merkies volgde van 1981 tot 1988 een atheneumopleiding aan het college Hageveld in Heemstede. Hij studeerde van 1988 tot 1994 economie aan de Universiteit van Amsterdam. Daarna was hij tot 2002 werkzaam in het bedrijfsleven.

### Politieke loopbaan
Merkies was in 2002 medeoprichter van de kerngroep van de Socialistische Partij in Amsterdam-Oud-West. In 2006 werd hij medewerker financiën van de SP-fractie in de Tweede Kamer. Bij de Tweede Kamerverkiezingen van 2012 stond hij op plaats 15 van de SP-kandidatenlijst, wat voldoende was om tot lid van de Tweede Kamer gekozen te worden. Op 29 maart 2016 heeft Merkies aangegeven bij volgende verkiezingen niet meer verkiesbaar te zullen zijn.

## Persoonlijke situatie
Merkies is gehuwd en woont in Amsterdam. Hij is een broer van PvdA-politica Judith Merkies.
- Parlement.com: vj04b3vw96z0
- Virtual International Authority File: 4754148269774905230001